# Мазга
Мазга је назив хибрида насталог укрштањем магарице са пастувом. Услед разлике у броју хромозома код родитељских врста, мазга има непаран диплоидан број хромозома те је у већини случајева стерилна. Нема података о плодним мужјацима мазге, а досад су пријављена само два случаја бремените мазге.